# Charles Boycott
Charles Boycott (12 març del 1832 – 19 juny del 1897) va ser un militar i administrador de finques anglès conegut pels fets de Lough Mask que, involuntàriament, van donar origen a les paraules boicot i boicotejar, fets dels quals se'n va fer ressò la premsa internacional i van ser coneguts arreu del món. Els habitants d'aquesta localitat irlandesa van demostrar que la unió fa la força i que es pot lluitar de manera no violenta per aconseguir allò que es creu just i sortir-ne reeixit. Encara que alguns diaris van voler relacionar aquells fets amb el moviment independentista irlandès, el cert és que tot va tenir a veure amb les dificultats econòmiques d'uns pagesos causades per un seguit de males collites.

## Orígens familiars

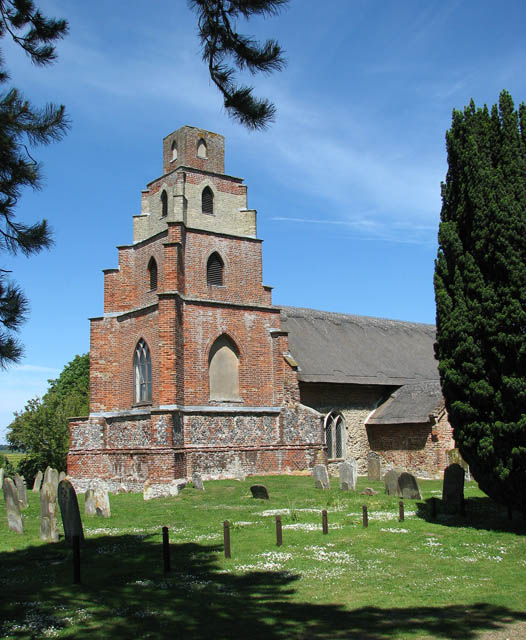
L'església de santa Maria a Burgh St Peter, on el pare de Charles Boycott era capellà i on està enterrat.

Charles provenia d'una família d'hugonots que havia cercat refugi a Anglaterra durant les persecucions religioses a França. Coneguts com els Boycatt, van canviar vers el 1841 la manera d'escriure el seu cognom per la forma Boyccott més d'acord segons l'escriptura etimològica.
La mare de Charles es deia Georgiana i el pare, William Boycatt, era capellà de la parròquia de Burgh St Peter, un poble situat al comtat de Norfolk, (Anglaterra). Charles va ser educat en aquesta localitat i després en una altra escola al barri de Blackheath, Londres. Quan va tenir edat de triar ofici, va escollir ser militar i va ingressar en l'acadèmia militar de Woolwich el 1848, on esperava formar part del Cos de Sapadors de l'exèrcit britànic. Malauradament va suspendre els exàmens, però el seu pare va solucionar aquest problema comprant-li una destinació com a capità al regiment d'infanteria número 39, una pràctica gens estranya en aquell país, el preu va ser 450 lliures.

## Primers anys a Irlanda del Nord

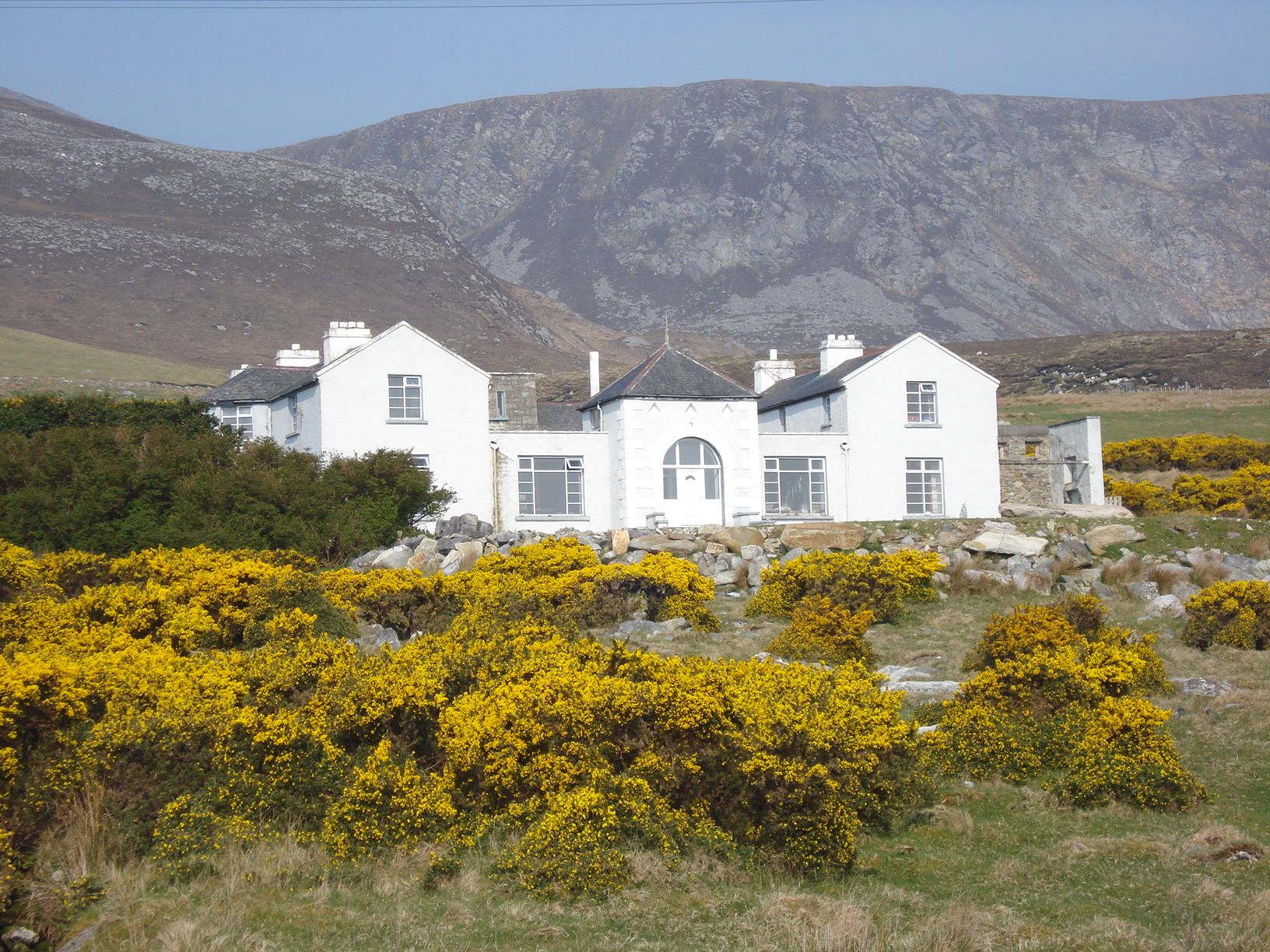
La casa de Charles Boycott a Achill Island.

La seva primera destinació com a capità va ser Belfast, sis mesos després el van transferir al campament de Newry i tot seguit a Dublín, on va romandre un any. El 1852, Charles Boycott es va casar amb una irlandesa, Anne Dunne; el matrimoni es va celebrar a l'església de St Paul, al districte d'Arran Quay de Dublín. Durant l'agost del 1851 va estar greument malalt i va decidir que, tant bon punt pogués, abandonaria la dura vida militar. Al febrer de l'any següent va vendre el seu càrrec, però va continuar vivint a Irlanda. Va llogar una granja al comtat de Tipperary, on feia de terratinent a petita escala.
Després de rebre una herència, a Charles Boycott el va aconsellar el seu amic Murray McGregor Blacker, que era magistrat local, de traslladar-se a Acaill, una gran illa situada davant la costa del comtat de Mayo. McGregor Blacker li va subarrendar 2.000 acres (810 ha) de terra que pertanyien a la Societat de Missions de l'Església d'Irlanda en aquella illa, i ell s'hi va instal·lar el 1854. La vida allà va ser un seguit de dificultats i segons les paraules del mateix Boycott, va ser només després de superar un període inicial contra circumstàncies adverses quan va començar a prosperar. Amb diners procedents d'una altra herència i dels beneficis de la seva granja es va fer construir una casa gran a prop de Dooagh.
En aquesta època Charles Boycott es va veure implicat en algunes disputes. Dos anys després de la seva arribada, va ser amenaçat per Thomas Clarke, un dels illencs. Clarke deia que s'havia presentat a casa de Boycott a reclamar uns diners que li havia prestat, però que Boycott es negava a tornar-li. Charles li va demanar que marxés de casa seva i Clarke no va voler, llavors Boycott, sense deixar-se intimidar, li va contestar que o marxava pel seu compte o ell mateix el faria fora. Clarke, més endavant va retirar les acusacions i va dir que, en realitat, Boycott no li devia diners, per tant no ha quedat clar el motiu de la disputa.
En una altra ocasió Boycott i el seu amic McGregor Blacker van estar ficats en una disputa amb el sr Carr, l'agent de la l'Església de la Missió d'Achill, al qual McGregor Blacker li havia llogat les terres, i amb el sr O'Donnell, el capatàs de Carr. L'enemistat va començar quan Boycott i Carr van donar suport a diferents grups de candidats que es presentaven a les eleccions per al Cos de Guàrdies de l'Església de la Missió i els candidats de Boycott van guanyar. Carr tenia la concessió dels naufragis, això volia dir que en cas que se n'esdevingués un en aquella costa, es quedaria la mercaderia fins que fos subhastada públicament i, a més, tindria dret a quedar-se amb un percentatge dels diners obtinguts de la subhasta i a quedar-se els articles que no trobessin comprador. El 1860 Carr va escriure una carta a l'organisme encarregat de gestionar les mercaderies de naufragis i el va denunciar per haver-se saltat el procediment establert quedant-se mercaderia recuperada del mar. En resposta a aquesta acusació, Boycott el va demandar per libel i li va reclamar 500 lliures en concepte de perjudicis.

## Els fets de Lough Mask
Al servei de lord Erne

Mapa de Lough Mask que assenyala on era la casa de l'administrador Charles Boycott, a 6 km al sud-est de Ballinrobe i a 6 km al nord de Cong.

El 1873, Charles Boycott es va traslladar a Lough Mask House, una casa propietat de lord Erne, a quatre milles (6 km) de Ballinrobe, al comtat de Mayo. Aquest era el tercer comte d'Erne i era un ric terratinent que vivia a Crom Castle al comtat de Fermanagh. Entre les seves propietats tenia 40.386 acres (163,44 km²) de terres a Irlanda, de les quals 31.389 estaven al comtat de Fermanagh, 4.826 al comtat de Donegal, 1.996 al comtat de Sligo, i 2.184 al comtat de Mayo. Lord Erne també tenia propietats a Dublín.
Boycott va ser contractat per ser l'administrador de 1.500 acres (6,1 km²) que lord Erne tenia al comtat de Mayo. Entre les obligacions de Boycott estava la de passar per les cases dels camperols arrendataris que treballaven aquelles terres per recaptar els pagaments, a canvi, Boycott es quedava el deu per cent com a pagament pel seu treball i això feia 500 lliures a l'any. A més, tenia una part de les terres per explotar-les en benefici propi, motiu pel qual va donar feina a molta gent de la localitat ja fos com a jornalers, mossos de quadres, cotxer i personal de servei de la casa, de manera que sense ser un lord portava la vida d'un senyor i en tenia la mateixa autoritat.
Durant aquest període, abans que comencés la famosa controvèrsia de Lough Mask, no va ser gaire estimat pels camperols. A aquesta impopularitat potser va contribuir el fet de ser anglès i una figura d'autoritat, però també a causa del seu caràcter una mica massa inflexible, per exemple es diu que va imposar moltes petites restriccions com ara el fet que si algú es deixava la porta de la pròpia granja mal tancada i una gallina anava a parar a les terres de Boycott li feia pagar una multa. D'altra banda, va eliminar alguns privilegis consolidats entre els pagesos, com el dret d'anar a collir llenya al bosc propietat del lord. L'agost del 1880, els seus treballadors es van posar en vaga per demanar-li un augment de sou.
Context socioeconòmic
Al segle xviii, l'agricultura era el principal sector econòmic a Irlanda del Nord. El 1876, el govern del Regne Unit va aprovar un estudi per esbrinar qui posseïa les terres a Irlanda i es va trobar que gairebé tota la terra estava en mans de només 10.000 persones, és a dir el 0,2% de la població. La majoria eren petits propietaris, però n'hi havia 750, més rics que els altres, els quals posseïen la meitat del país. Molts d'aquests rics propietaris vivien a Anglaterra o en alguna ciutat d'Irlanda, lluny de les seves terres i contractaven administradors, com en el cas de Charles Boycott, que les gestionessin.
Els terratinents generalment dividien les seves propietats en petites explotacions agrícoles i les arrendaven a famílies de pagesos. Els contractes d'arrendament acostumaven a tenir la durada d'un any i podien ser desnonats si no complien amb el pagament. Alguns d'aquests arrendataris podien tenir al seu càrrec uns 100 acres (0,40 km²), però la majoria eren masos molt més petits —de mitjana entre 15 i 50 acres (0,06–0,20 km²). Molts dels petits arrendataris eren mà d'obra per treballar les terres de les explotacions més grans, mentre que les dels masos on vivien eren només per l'autoconsum. Encara n'hi havia de més pobres, els que no tenien terres arrendades i feien de jornalers. Els camperols constituïen un grup polític important, ja que, per ser un grup nombrós, tenien més vots que cap altre sector econòmic o social.

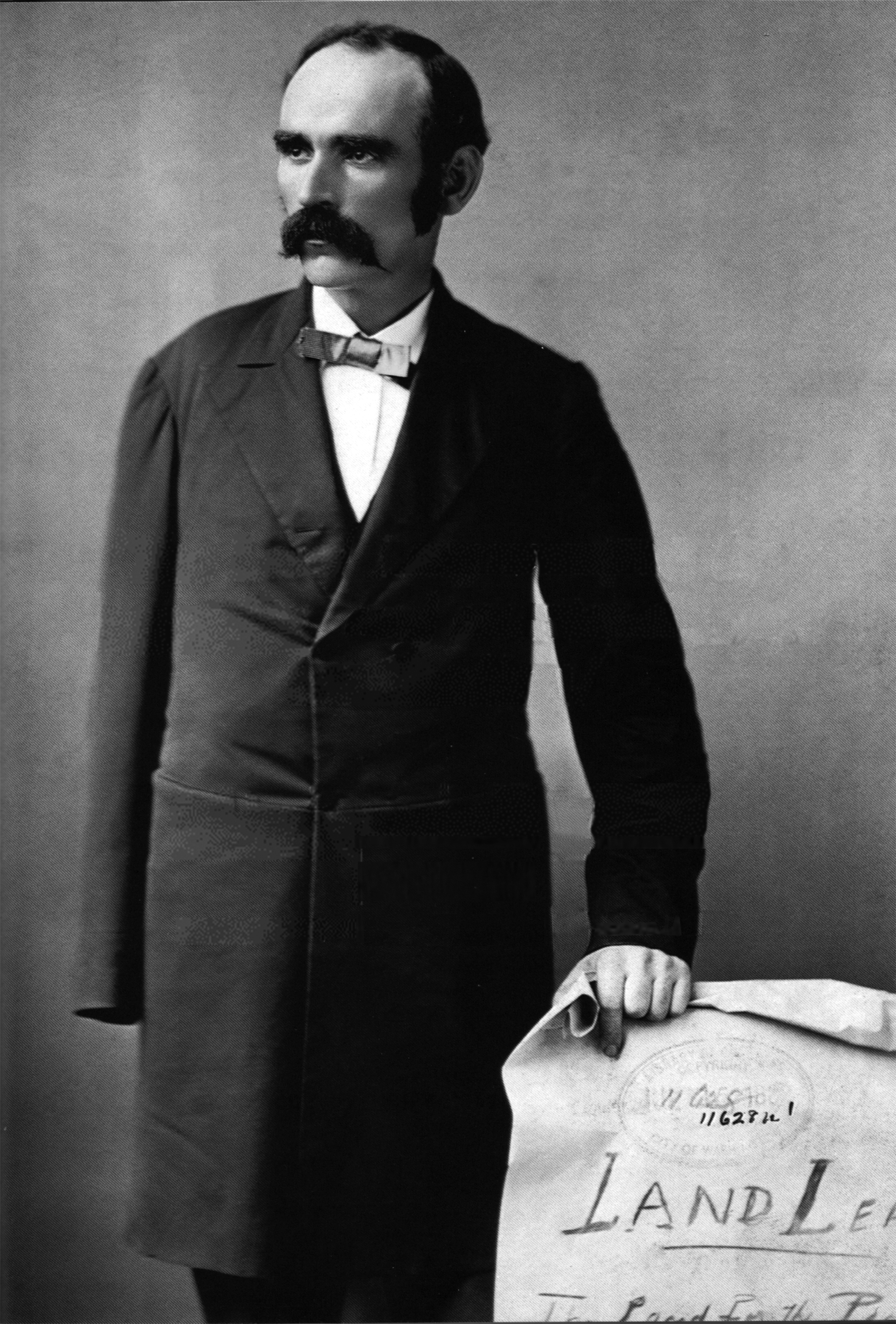
Michael Davitt, membre fenià, el 1882

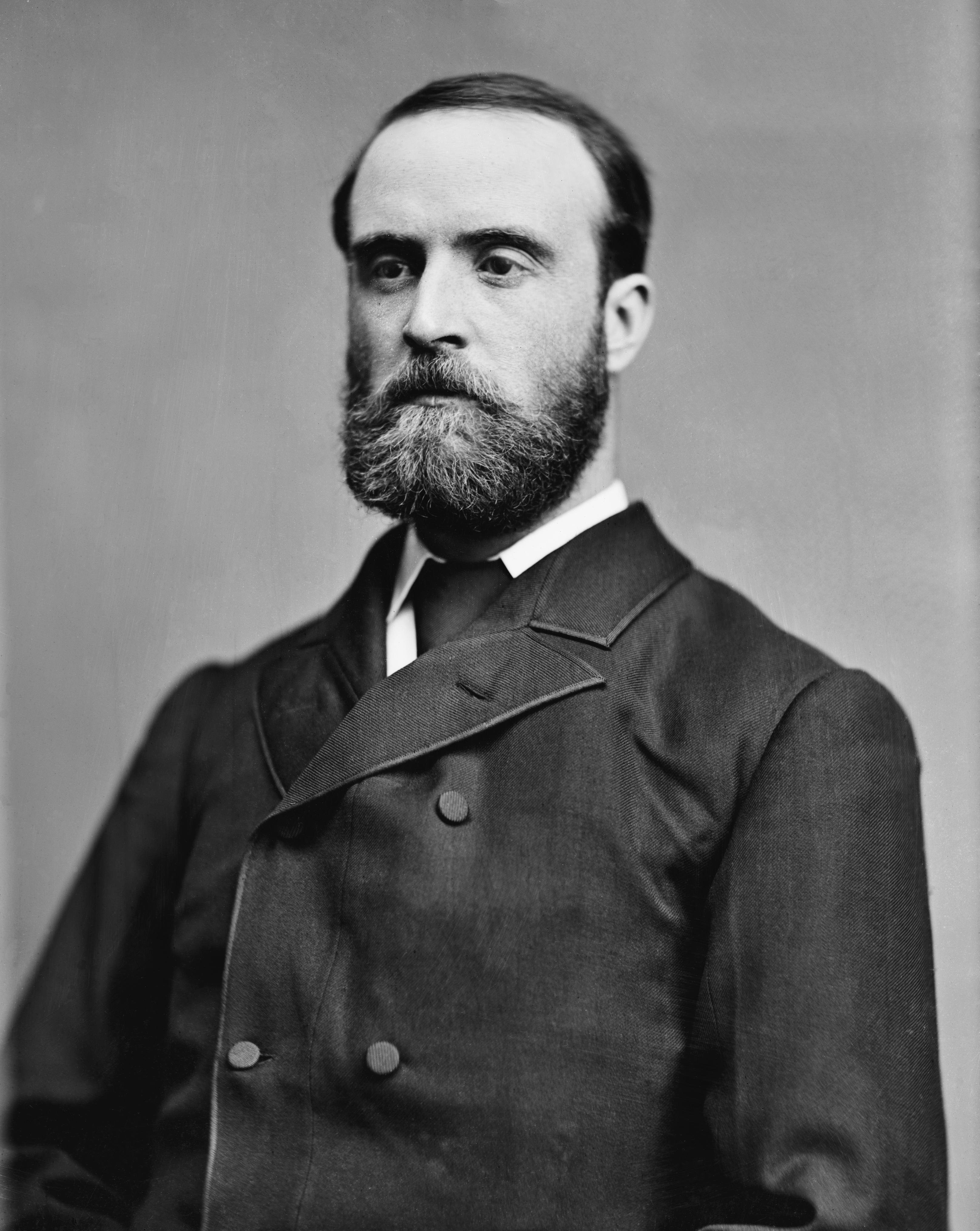
Charles Stewart Parnell, líder polític.

En la dècada del 1850, alguns masovers es van associar per demanar el que ells deien la triple f, que era: una renda justa, mantenir fix el preu de l'arrendament i llibertat per vendre la pròpia producció. En la dècada del 1870, els fenians van provar d'organitzar els masovers del comtat de Mayo per plantar cara als desnonaments. Van organitzar una protesta contra un terratinent a la població d'Irishtown, en van sortir reeixits i van aconseguir que el propietari abaixés el preu dels lloguers.
Michael Davitt, fill d'un petit arrendatari del comtat de Mayo que va esdevenir periodista i es va unir a la Fraternitat de la República d'Irlanda, va ser arrestat i condemnat a 15 anys de presó per haver participat en una protesta armada per la independència. Charles Stewart Parnell, que llavors era membre del Parlament, en representació del districte de Meath i a la vegada era membre de la Home Rule League, va aconseguir que alliberessin Davitt en període de prova, però quan Davitt va tornar al comtat de Mayo, els fenians li van donar la benvinguda i el van captar per als seus objectius: organitzar la lluita contra els terratinents, puix que la qüestió de les terres podia ser la millor manera d'assolir la independència d'Irlanda.
L'octubre del 1879, després de formar la Lliga per la Terra de Mayo (Land League of Mayo), Davitt va crear la Lliga per les Terres de la Nació (Irish National Land League). El propòsit d'aquesta associació era aconseguir una rebaixa en el preu de les rendes per tal d'aturar els desnonaments i, a llarg termini, fer que els qui treballaven les terres esdevinguessin els amos d'aquestes. Davitt va demanar a Parnell que fos el líder de la Lliga. El 1880, Parnell va ser escollit representant polític del grup Home Rule Party. Com a candidat que era, va fer un meeting el 19 de setembre del 1880 a Ennis, al comtat de Clare, al qual hi va assistir una multitud entre els quals hi havia força membres de la Land League. Durant el seu discurs, es va adreçar al públic i els va fer una pregunta: «Què fareu quan un masover reclami instal·lar-se en la granja on un altre ha estat desnonat?» i la multitud airada va respondre «matar-lo!», «disparar contra ell!», però Parnell va replicar:
«Vull indicar-vos una manera millor d'actuar, una de més cristiana i caritativa que donarà a aquest home desencaminat una oportunitat de penedir-se. Quan un home ocupa la granja d'on un altre ha estat desnonat, heu d'evitar-lo quan se'l trobeu pels camins, heu d'evitar-lo pels carrers del poble, heu d'evitar-lo a les botigues, o si se'l tobeu a la fira o al mercat i, fins i tot, en el lloc de culte, ja que deixant-lo sol, aïllant-lo socialment i moralment, separat de la resta de la comunitat, com si fos un leprós de l'antiguitat, li esteu mostrant la vostra desaprovació pel crim que ha comès.»
Aquest discurs va inculcar en la Lliga la idea de l'ostracisme social, una arma poderosa que van fer servir per primer cop contra Charles Boycott.
Esdeveniments de protesta
La Lliga per la Terra era molt activa a Lough Mask on, un dels líders locals, un sacerdot que es deia John O'Malley, va participar en la vaga de l'agost del 1880. El mes següent, als arrendataris de lord Erne els tocava pagar els seus lloguers. S'havia acordat una reducció del 10 per cent tenint en compte la collita tan pobra que havien tingut, però tots els masovers excepte dos van demanar una rebaixa de fins al 25 per cent. Boycott va dir que havia escrit al propietari i que aquest es negava a cedir a les peticions dels arrendataris. Llavors va presentar demandes davant la justícia i va aconseguir onze ordres de desnonament.
Tres dies després del famós discurs fet per Parnell a Ennis, un oficial del jutjat i disset policies del Royal Irish Constabulary van anar a acompanyar Boycott per assegurar-se que es complien les ordres de desnonament. Legalment, havien de comunicar l'ordre de desnonament al cap de família o a la seva esposa un temps abans d'efectuar-se el desnonament. L'oficial del jutjat va lliurar el comunicat a tres famílies, sense que hi hagués problemes, però en arribar a la quarta la sra Fitzmorris s'hi va negar a agafar l'avís i va començar a onejar una bandera roja perquè els altres arrendataris sabessin el que estava passant. Les seves veïnes van baixar fins a aquesta granja es van posar a llançar pedres, fang i boles de fems contra l'oficial i els policies; així van aconseguir fer-los fugir, els quals van cercar refugi a la casa de Boycott.
L'endemà, l'oficial del jutjat va provar de continuar donant els comunicats però no ho va aconseguir. Les notícies sobre el que havia passat aviat va arribar a la propera Ballinrobe i molts vilatans van anar cap a la casa de Boycott on, segons el periodista James Redpath, van aconsellar al personal de servei de la casa i als jornalers de Boycott que deixessin immediatament els seus llocs de treball. Boycott va dir que molts dels seus treballadors van ser obligats a marxar «…sota amenaces de posteriors conseqüències.» Martin Branigan, un dels jornalers que més endavant va presentar queixa contra Boycott per impagament del salari, va dir en una altra ocasió que ho va fer perquè tenia por de la gent que va entrar en el camp on estava treballant. Finalment tots els treballadors de Boycott el van abandonar i es va veure forçat a tirar endavant la feina tot sol.
Al cap dels dies, el ferrer, el carter i la bugadera, ja fos intimidats pels altres o per voluntat pròpia, també es van negar a treballar per Boycott. El nebot de Boycott es va oferir a substituir el carter però va ser interceptat mentre feia la ruta entre Ballinrobe i Lough Mask, i va dir que s'hauria trobat en perill si hagués continuat el camí. Aviat també els botiguers de Ballinrobe van deixar de servir a Boycott i aquest va haver de portar els aliments i altres provisions mitjançant una barca des de Cong.
Cobertura mediàtica
Abans de l'octubre del 1880, la situació de Boycott no era gaire coneguda fora del comtat de Mayo, però això va canviar quan el 14 d'aquell mes Boycott va escriure una carta al diari The Times explicant el que li passava. La carta es va publicar però, a més, Bernard Becker, que era corresponsal del Daily News va viatjar a Irlanda del Nord per conèixer de primera mà els fets. El 24 d'octubre, va enviar un article des de Westport en el qual hi havia una entrevista amb Charles Boycott. En aquest article deia que Boycott tenia una collita de cereals valorada en 500 lliures, la qual es podriria al camp si ningú feia la sega. Segons Becker, l'administrador estava protegit físicament però «cap dona de Ballinrobe gosava ni tan sols rentar-li una corbata o fer-li un pa. Tothom havia de dir-li que ho sentien molt però que no gosaven fer res per ell». A Boycott li van aconsellar que marxés però va dir a Becker que «no puc deixar plantat a lord Erne, i molt menys tenint en compte que tot el que jo tinc està en aquest lloc.» Becker va vendre el seu reportatge al Belfast News-Letter, que el va publicar, i també al Dublin Daily Express. El 29 d'octubre, el Dublin Daily Express va publicar una carta en què es proposava recaptar diners per finançar un grup de treballadors que anessin al comtat de Mayo a salvar la collita de Boycott. Entre el Daily Express, el Daily Telegraph, el Daily News i el News Letter van recaptar 2.000 lliures que es van emprar en l'expedició d'ajut a Boycott. Acompanyant aquests treballadors el govern va enviar soldats i un miler de policies que s'hi van estar mentre va durar la sega. Boycott va agrair l'arribada de treballadors per`va trobar exagerat i innecessari el desplegament de seguretat. Un cop salvada la collita, Charles Boycott va decidir abandonar el seu lloc com a administrador d'aquelles finques i marxar d'Irlanda.
Abans de tornar a Anglaterra, ell i la seva família van viatjar als Estats Units d'Amèrica. La seva arribada a Nova York va generar un gran interès dels mitjans informatius. El New York Tribune va escriure que «L'arribada del capità Boycott, qui involuntàriament ha afegit una paraula nova al llenguatge, és un esdeveniment d'interès internacional.» El New York Times va publicar que «Per motius privats el visitant va fer el viatge d'incògnit, fent-se enregistrar simplement com a Charles Cunningham.» El propòsit d'aquest viatge era fer una visita a uns amics que vivien a Virgínia, entre els quals estava Murray McGregor Blacker, un amic de l'època que va viure a Acaill i que s'havia establert als Estats Units.
Conseqüències
Parnell i altres líders de la Lliga van ser portats davant els tribunals de justícia, acusats pels fets de Lough Mask. Van ser absolts per deu vots a favor i dos en contra.Pel que fa a Parnell, diversos testimonis van declarar que ell sempre havia predicat als seus discursos mètodes de lluita no violents, per tant es va concloure que si en algun moment els pagesos havien fet servir la intimidació havia estat per iniciativa pròpia i no per influència d'aquest líder polític.
El desembre del 1880 es va preparar una llei agrària que abordaria el tema de les tres f i la Lliga la va considerar una victòria. També es va proposar una llei per regular la protecció de les persones i les propietats que prohibiria les coercions i es va aprovar el febrer del 1881. Molts ciutadans tant a Irlanda com a Anglaterra estaven en contra d'aquesta llei i es van associar ; aquesta associació anticoerció seri la precursora de l'actual Partit Laborista.

## Retorn a Anglaterra
Charles Boycott va tornar a Anglaterra després d'uns mesos d'estada als Estats Units.
El 1886, va començar a fer d'administrador de finques d'Hugh Adair's Flixton, un terratinent de Suffolk. Sentia passió pels cavalls i va ser secretari del comité de la cursa de Bungay. Boycott va tornar a Irlanda, per passar les vacances i, segons Joyce Marlow, no sentia rancúnia cap a aquell país.
A començaments del 1897, va emmalaltir greument i, amb l'esperança que un clima més benigne l'ajudaria a recuperar-se va fer un creuer amb la seva dona cap a l'illa de Malta. A Bríndisi, es va sentir molt malalt i va haver d'interrompre el creuer per tornar a Anglaterra. La seva salut es va continuar deteriorant i el 19 de juny del 1897 va morir a la seva casa de Flixton, als 65 anys. Es va celebrar un funeral a l'església de Burgh St Peter, oficiada pel seu nebot Arthur St John Boycott, que havia estat vivint amb ell durant els fets de Lough Mask. La seva vídua, Annie, per poder pagar les despeses del funeral i altres deutes va vendre alguns béns. Alguns diaris de Londres, inclòs el The Times, van publicar obituaris.